# Ahmed Marzouki

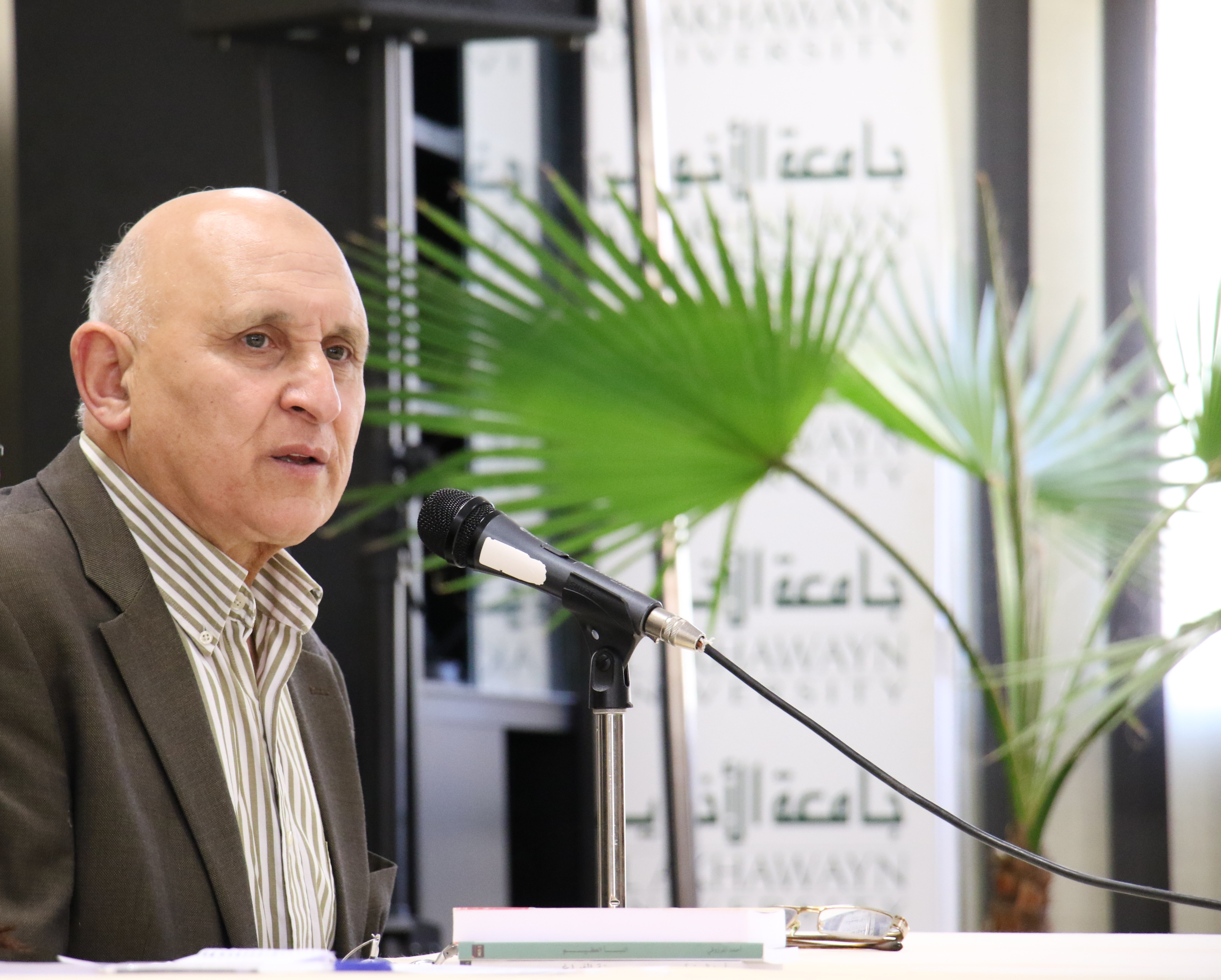
Ahmed Marzouki, 2017

Ahmed Marzouki (Arabisch: أحمد المرزوقي) (Buajul (provincie Taounate), 1947) is een Marokkaans mensenrechtenactivist.
Marzouki werd in 1947 geboren in Buajul, een dorp ten noorden van de stad Fez. In 1969 studeerde hij af aan de militaire academie. In 1971 was hij betrokken in een staatsgreep tegen koning Hassan II. Hij werd gearresteerd en veroordeeld tot een celstraf van 5 jaar, echter werd hij na 2 jaar gevangenis verplaatst naar de gevangenis van Tazmamart waar hij zonder proces nog eens 18 jaar heeft uitgezeten. Hij zat deze straf uit in de geheime gevangenis Tazmamart. In 1991 werd hij vrijgelaten.
Marzouki schreef een boek over zijn ervaringen als gevangen in Tazmamart, Tazmamart Cellule 10.
Op 10 november 2010 werd hij in Brussel aangevallen door twee mannen. Hij zou een lezing geven over mensenrechten in Marokko
- Bibliothèque nationale de France: cb137448672 (data)
- International Standard Name Identifier: 0000 0000 7364 8407
- Library of Congress Control Number: no2002109134
- Nationale Bibliotheek van Israël: 987007301924605171
- Nederlandse Thesaurus van Auteursnamen: 239467299
- Réseau des bibliothèques de Suisse occidentale: 02-A006360748
- Istituto Centrale per il Catalogo Unico: CAGV028200
- Système universitaire de documentation: 056523262
- Virtual International Authority File: 27245908
- WorldCat: E39PBJfH4BDbbCRdF9RpqB8pyd